# سوق الجواهر (مسلسل)
سوق الجواهر هو مسلسل تلفزيوني عراقي عرض في عام 1999 .

## الممثلون
- كريم محسن
- عادل عثمان
- ميس كمر
- آلاء حسين
- إيناس طالب
- عز الدين طابو